# Plate-forme de la pièce d'artillerie 380
La plateforme de la pièce d'artillerie 380 est un monument historique situé à Zillisheim, dans le département français du Haut-Rhin.

## Localisation
Cette construction est située dans la forêt de Zillisheim.

## Historique
La plateforme a été construite à l'automne 1915 par l'Empire allemand qui l'a équipée d'un canon de marine de 380 mm, appelé Langer Max. Cette pièce d'artillerie tirait des obus de 750 kg sur Belfort, qui constituait un centre logistique stratégique, et Wesserling, qui avait été reconquise par l'armée française dès août 1914. Elle a été peu utilisée, tirant seulement 44 obus mais faisant 14 victimes.
L'édifice fait l'objet d'un classement au titre des monuments historiques depuis 1920. C'est le premier vestige de la Première Guerre mondiale à avoir été ainsi protégé et, de fait, le premier monument historique du XXe siècle dans le pays.

## Architecture
L'équipement est composé d'une plateforme de batterie en surface, surmontée d'un canon. Ce canon n'existe plus aujourd'hui. La plateforme a été restaurée en 1924 puis laissée à l'abandon jusqu'en 1974. L'entretien a alors été effectué par des bénévoles, dans le cadre d'une association depuis 2020.
Sous la plateforme, un réseau de galeries souterraines, comportant casernement et magasins de munitions, s'étend sur un hectare. Les entrées sont disséminées dans la forêt avoisinante et sont visitables.